# Tiszakécske
Tiszakécske je město v Maďarsku v župě Bács-Kiskun, administrativní centrum okresu Tiszakécske.

## Poloha
Tiszakécske leží ve středním Maďarsku u řeky Tisy. Kecskemét je vzdálen 33 km, Szolnok 36 km. Ve městě se nachází termální lázně, v roce 2001 byly upraveny a rozšířeny.
Jižně od středu města leží slepé rameno řeky Tisy (maďarsky Holt-Tisza). Na několika místech bylo přehrazeno.

## Historie

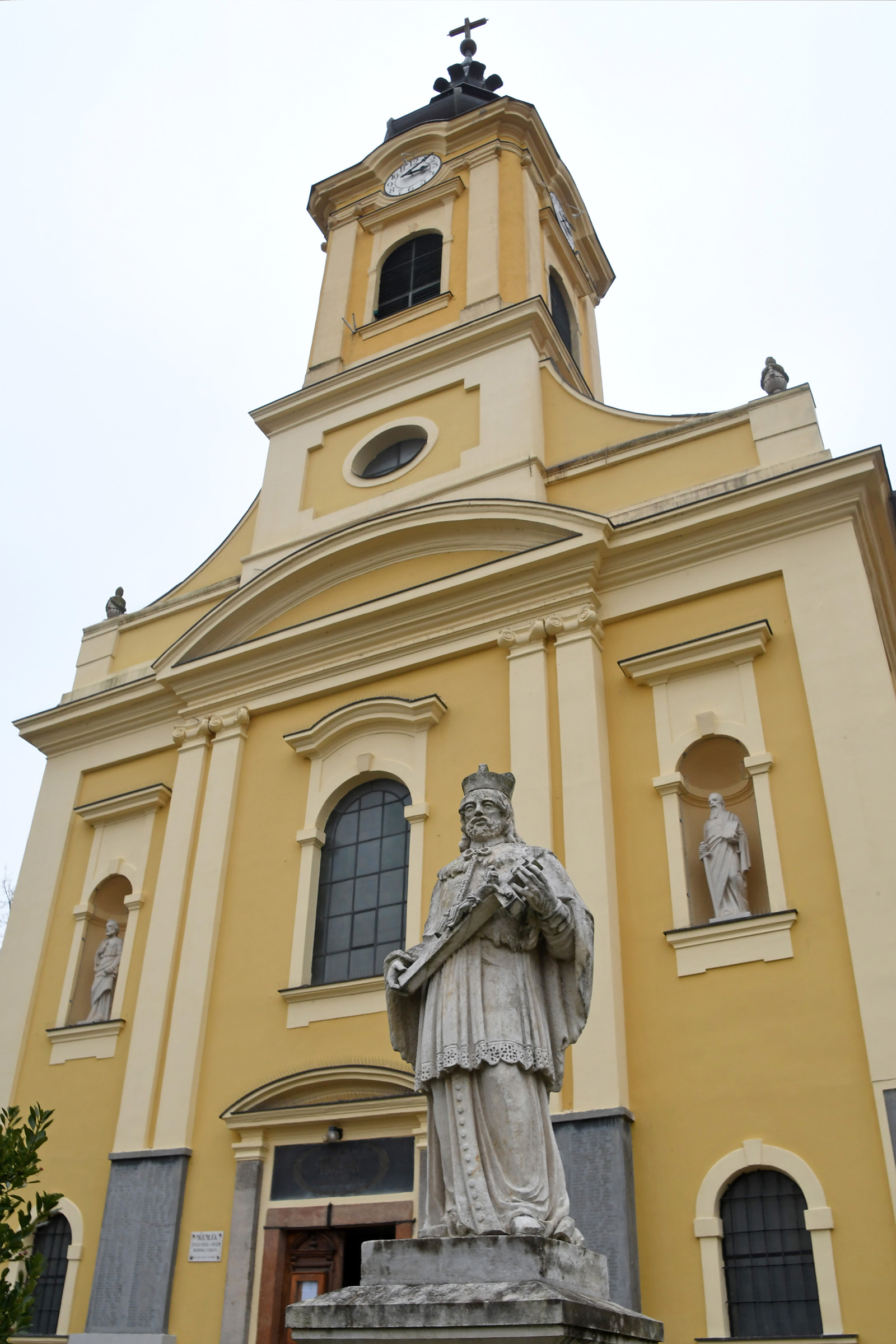
Kostel se sochou sv. Jana Nepomuckého.

Církevní záznam vedený ve vatikánských archivech se o vesnici poprvé zmiňuje v podobě Cechke v roce 1332. Vesnice, která se začínala pomalu rozrůstat, byla během turecké okupace prakticky zničena. Na mapách josefinského vojenského mapování se objevuje ve dvou částech: Ókecske (stará vesnice) a Újkecske (nová vesnice). Z jižní strany ji obklopoval močál a ze severní vinice. Hlavní komunikace procházela západo-východním směrem.
Po porážce Rákócziho boje za nezávislost, byla tato oblast přidělena katolickým sedlákům z okresů Nógrád (Novohrad) a Hontbyly. Močál byl později vysušen a ještě na mapách z přelomu 19. a 20. století (třetí vojenské mapování) je přítomné slepé rameno řeky Tisy (maďarsky Holt Tisza).
Od roku 1887 má město napojení na maďarskou železniční síť. Nádraží bylo postaveno na základním okraji obce. Od té doby se rozvíjelo do podoby menšího města. 
Vznikla zde v centru řada secesních budov. Do druhé světové války zmizelo jak původní slepé rameno Tisy, tak i obě části města (Újkecske a Ókecske) srostly do jediného celku. Do Nového části města se přesunul i jeho střed, kde se dnes nachází i radnice. Okolo nádraží také vznikla i průmyslová zóna.
Ve dvou světových válkách zahynulo celkem 500 místních obyvatel.
V roce 1986 získalo Tiszakécske statut města.

## Kultura
Ve městě se nachází kostel sv. Trojice (maďarsky Szentháromság templom). Město má rovněž svůj židovský hřbitov.
Na břehu slepého ramena Tisy (Holt-Tisza) se nachází naučná stezka.

## Doprava
Do Tiszakécske směřuje také železniční trať ze Szolnoku (železniční trať Szolnok–Kecskemét). Na břehu řeky Tisy vede k místním lázním také místní železnice (Tiszakécskei kisvasút). Vznikla po roce 1970 původně jako pionýrská železnice na břehu řeky Tisy v severní části města.
Jižně od města je vedena dálnice M44. 

## Sport
Město má vlastní sportovní areál, kde se nachází řada hřišť, většinou fotbalových. Jeho součástí je rovněž i malá krytá hala.
Na východním okraji města stojí velký resort termálních lázní (Barack Thermal Resort).